# Radiola (sprzęt)

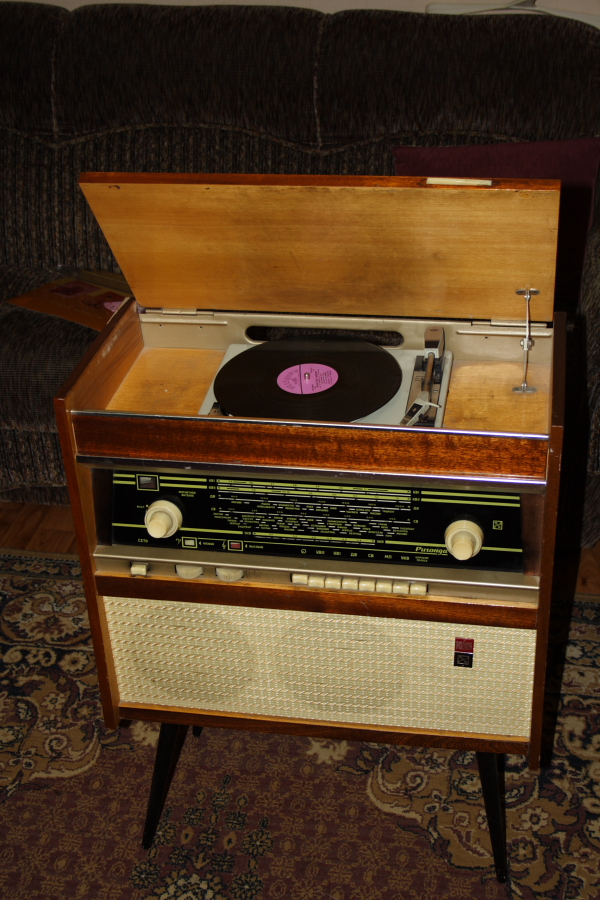
Radziecka radiola Rigonda z 1969 r.

Radiola – zestaw elektroakustyczny, zawierający we wspólnej obudowie (szafce) radioodbiornik, wzmacniacz, gramofon i/lub magnetofon oraz głośnik (lub głośniki).
Radiola była podstawowym urządzeniem w radiowęzłach, pełniąc rolę studia. Radiole wykonane w postaci zdobionych, fornirowanych szafek były używane w mieszkaniach. W latach 70. i 80. XX w. zbliżone funkcjonalnie zestawy nazywano wieżą.